# Awbari
Awbari (tiếng Ả Rập: أوباري Awbārī) là một đô thị thuộc quận Wadi Al Hayaa tại Libya. Đây từng là thủ phủ của nguyên baladiyah (quận) gọi là Awbari, ở tây nam của đất nước. Đô thị nằm trên ốc đảo Ubari.

## Lịch sử
Từ tháng 9 năm 2014 đến tháng 2 năm 2019, ở đây đã diễn ra xung đột giữa bộ lạc Tuareg và bộ lạc người Tubu.